# Chiesa di San Girolamo (Ferrara)
La chiesa di San Girolamo è una chiesa cattolica in via Savonarola a Ferrara.

## Storia

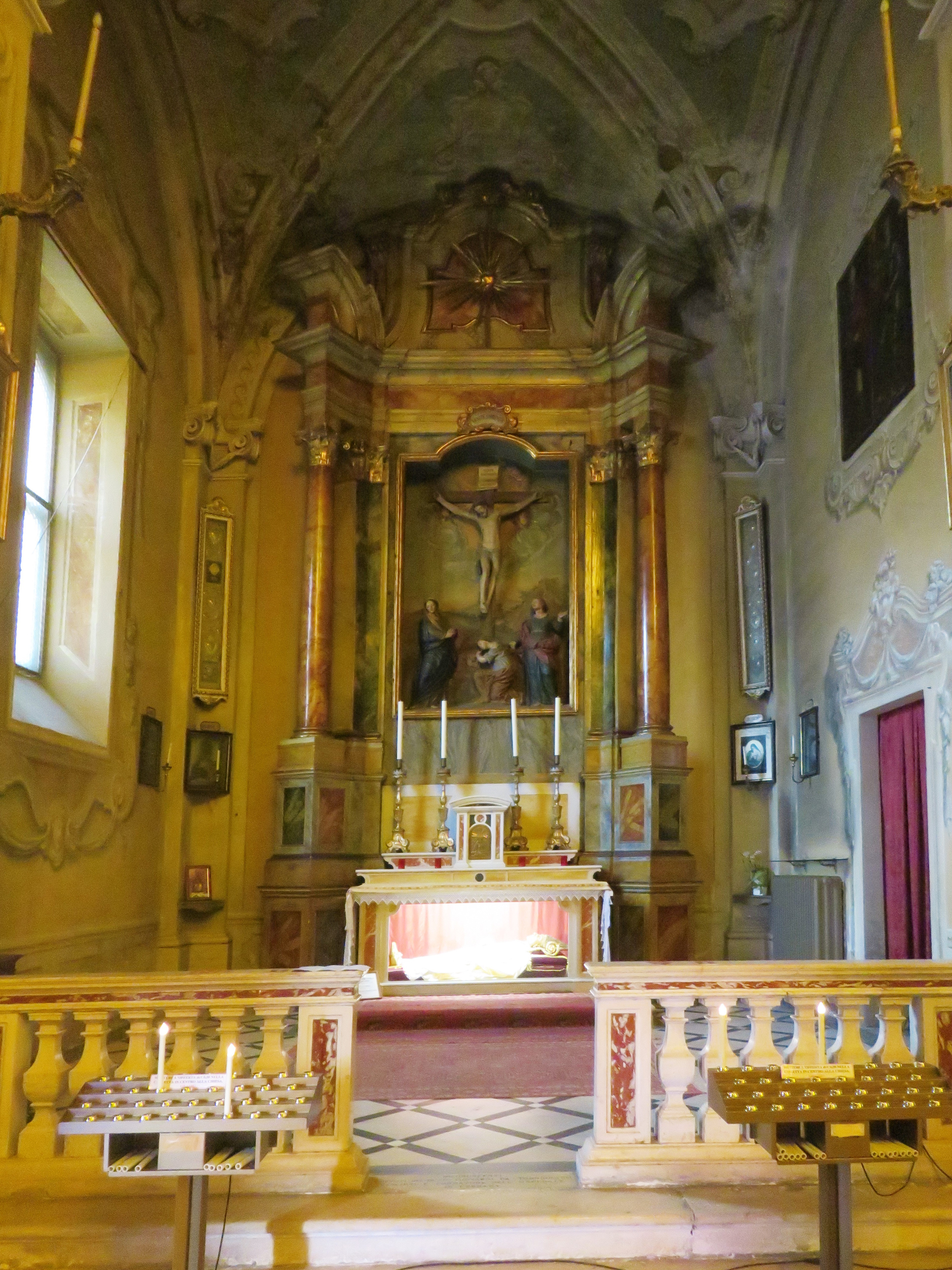
La cappella del Crocifisso, che conserva le spoglie del beato Giovanni Tavelli.

L'area sulla quale sorge la chiesa venne donata ai gesuati da un benefattore, Nicolò dall'Oro (chiamato Ziponari) ed appartiene alla parte medievale del nucleo cittadino tra via Pergolato, via Savonarola, via Madama e via Borgo di Sotto, legata all'addizione di Niccolò II d'Este.
In tal modo l'Ordine dei Gesuati, già dal 1378, eresse un oratorio e nel 1428 Giovanni Tavelli da Tossignano, divenuto poi vescovo di Ferrara, vi fece edificare accanto una chiesa che poi venne distrutta dopo la soppressione dell'Ordine nel 1671.
La chiesa venne ricostruita tra il 1703 e il 1712 su progetto di Giulio Panizza per incarico dei padri carmelitani scalzi che vi erano arrivati nel 1658 per decreto di Papa Clemente X, prendendo il posto dei gesuati e vi rimasero sino al periodo napoleonico quando molti istituti religiosi vennero soppressi e vi ritornarono solo nel 1821.

## Aspetti architettonici

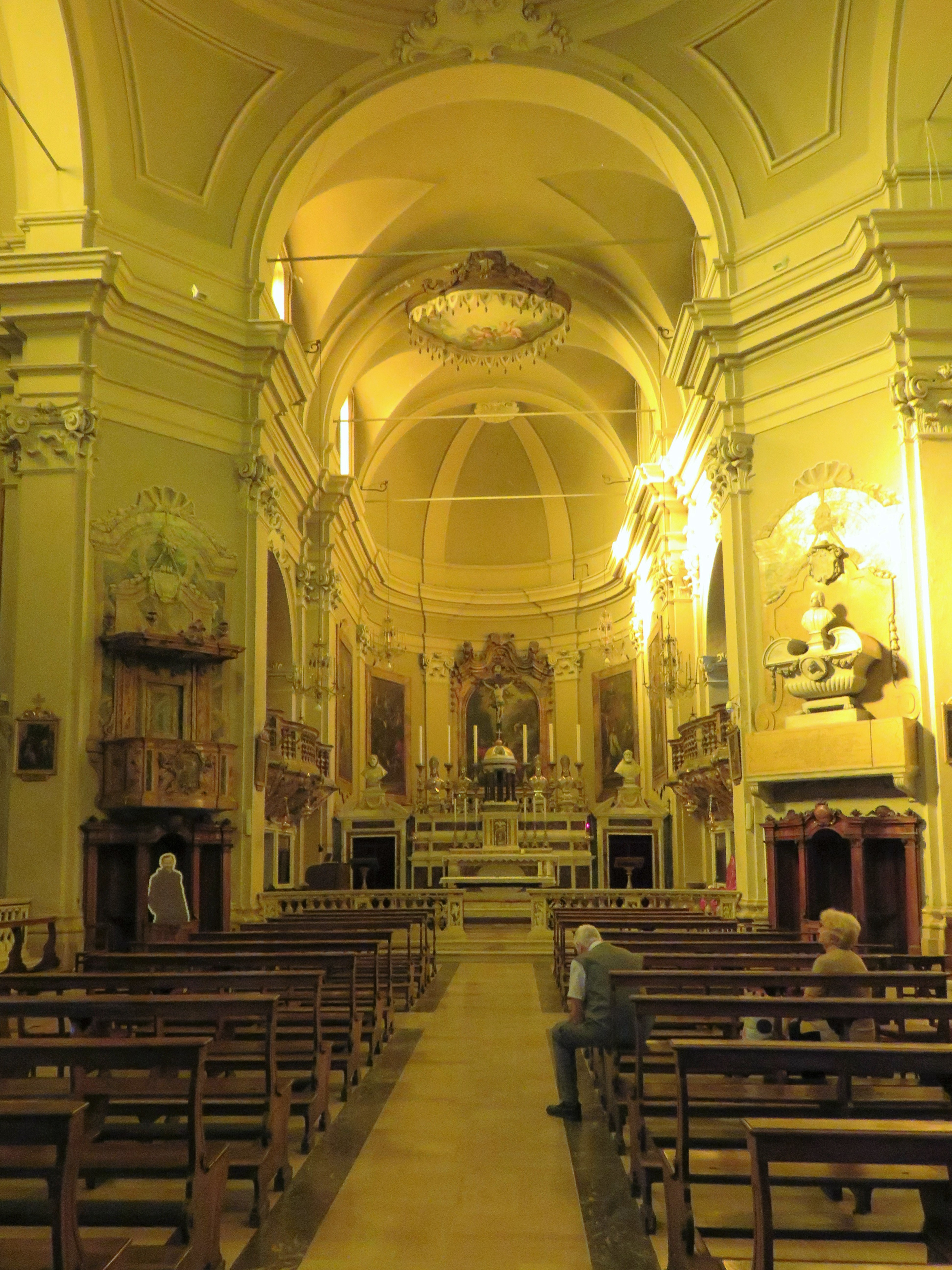
L'interno

### Interno
L'interno è a navata unica centrale tipicamente settecentesco con altari laterali e conserva opere artistiche degne di attenzione: l’ancona della seconda cappella a destra raffigurante San Giuseppe che appare Santa Teresa d’Avila, e un San Giovanni Stock e la Madonna col Bambino, opere di Pietro Benati. Molto interessante è la pala dell’altare maggiore che raffigura San Girolamo nel deserto, di Francesco Pellegrini.
Nella prima cappella a sinistra è custodito il corpo del beato Giovanni Tavelli da Tossignano. In origine, trasportato dalla Cattedrale nell'anno 1713, fu deposto nella cripta sotto l'altare maggiore poi, il 23 luglio 1719, in un'urna sotto l'altar maggiore e infine, nel 1947, collocato sotto l'altare del Crocifisso.

### Facciata
La facciata è tripartita (allegoria della Santissima Trinità) e mostra due nicchie nella parte inferiore e due nella parte superiore, aventi funzione decorativa.
La facciata è adornata anche da due statue: S. Teresa di Gesù e S. Giovanni della Croce, opera di Ferreri, inoltre ha un portale in marmo che viene dalla soppressa chiesa di S. Anna, un tempo annessa all'antico ospedale quando si trovava nell'area ex Sant'Anna.

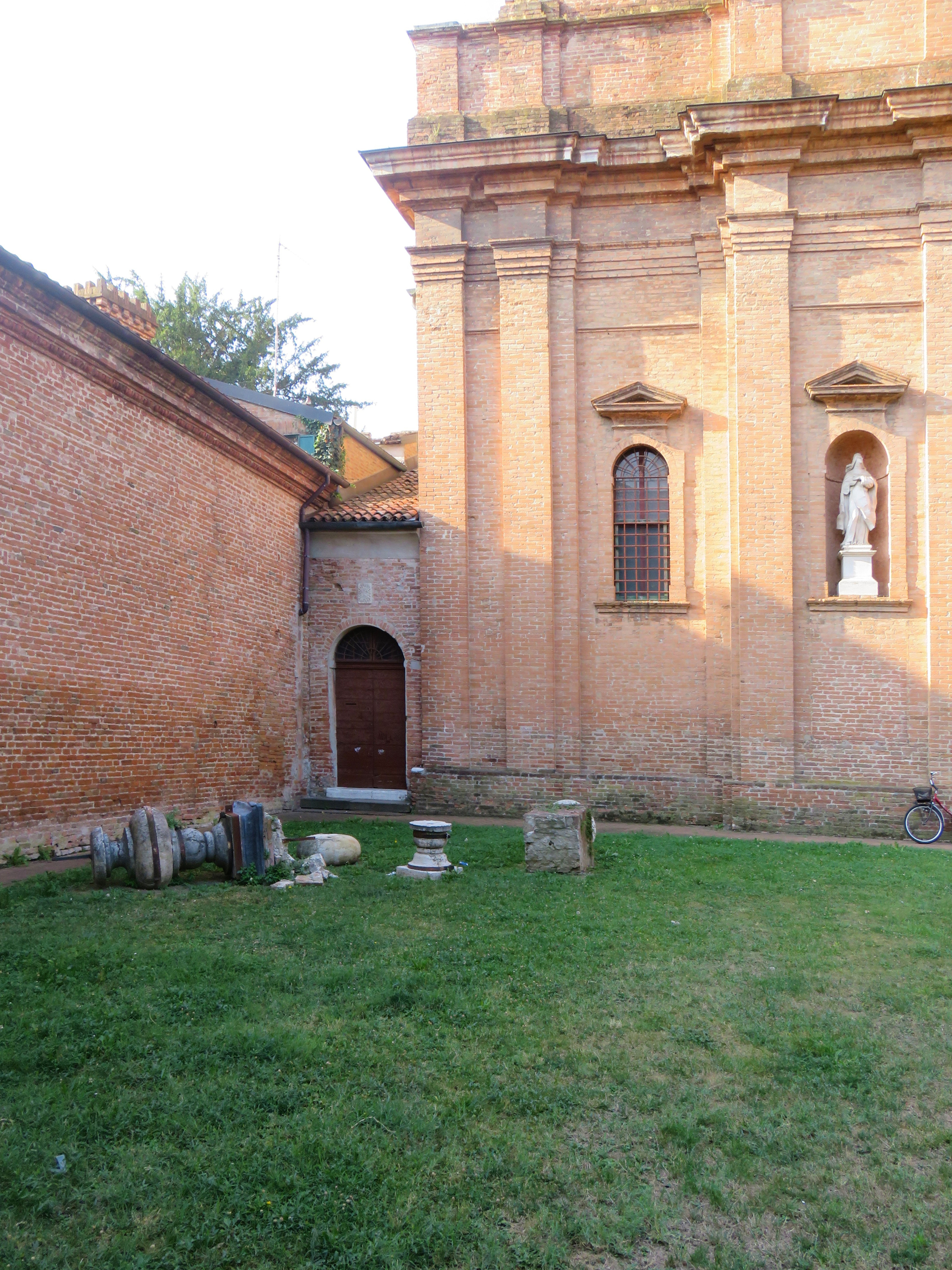
Guglie appoggiate davanti alla facciata della chiesa

## Terremoto
Dopo il terremoto dell'Emilia del 20 e 29 maggio 2012 le 6 guglie decorative sono state rimosse per sicurezza e sono state deposte nel giardino davanti alla facciata, rimanendo per anni agibile. Ora l'edificio risulta inagibile, dovuto a motivi di sicurezza.